# Brestovačka Brda
Brestovačka Brda es una localidad de Croacia en el municipio de Končanica, condado de Bjelovar-Bilogora.

## Geografía
Se encuentra a una altitud de 179 m s. n. m. a 124 km de la capital nacional, Zagreb.

## Demografía
En el censo 2011 el total de población de la localidad fue de 33 habitantes.
| Gráfica de población de Brestovačka Brda 1857-2011                  |
|                                                                     |
| Según los censos de población de la oficina estadística de Croacia. |